# کریستیان برکی
کریستیان برکی (به انگلیسی: Krisztián Berki) ژیمناست زادهٔ ۱۸ مارس ۱۹۸۵ میلادی اهل کشور مجارستان است.